# Lorenzi (Santa Maria)
Pour les articles homonymes, voir Lorenzi.
Lorenzi est un quartier de la ville brésilienne de Santa Maria, Rio Grande do Sul. Le quartier est situé dans district de Sede.

## Vilas
Le quartier possède les vilas suivantes : Estância do Minuano, Lorenzi, Vila Bom Jesus, Vila Lorenzi, Vila Quitandinha, Vila Santa Rita de Cássia, Vila Santo Antônio, Vila Severo, Vila Tavares.